# Gato siamés

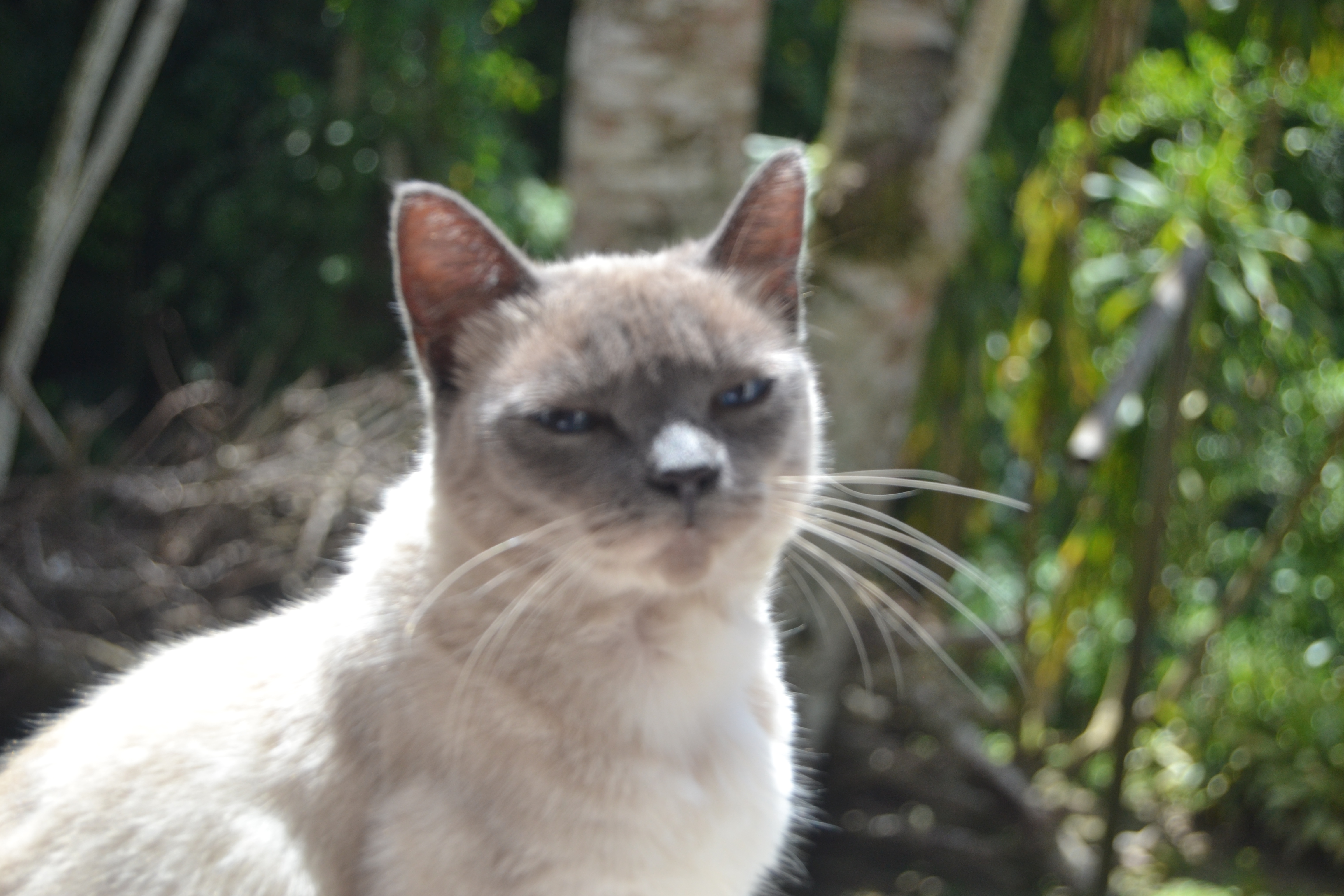
Siamés tradicional al sol

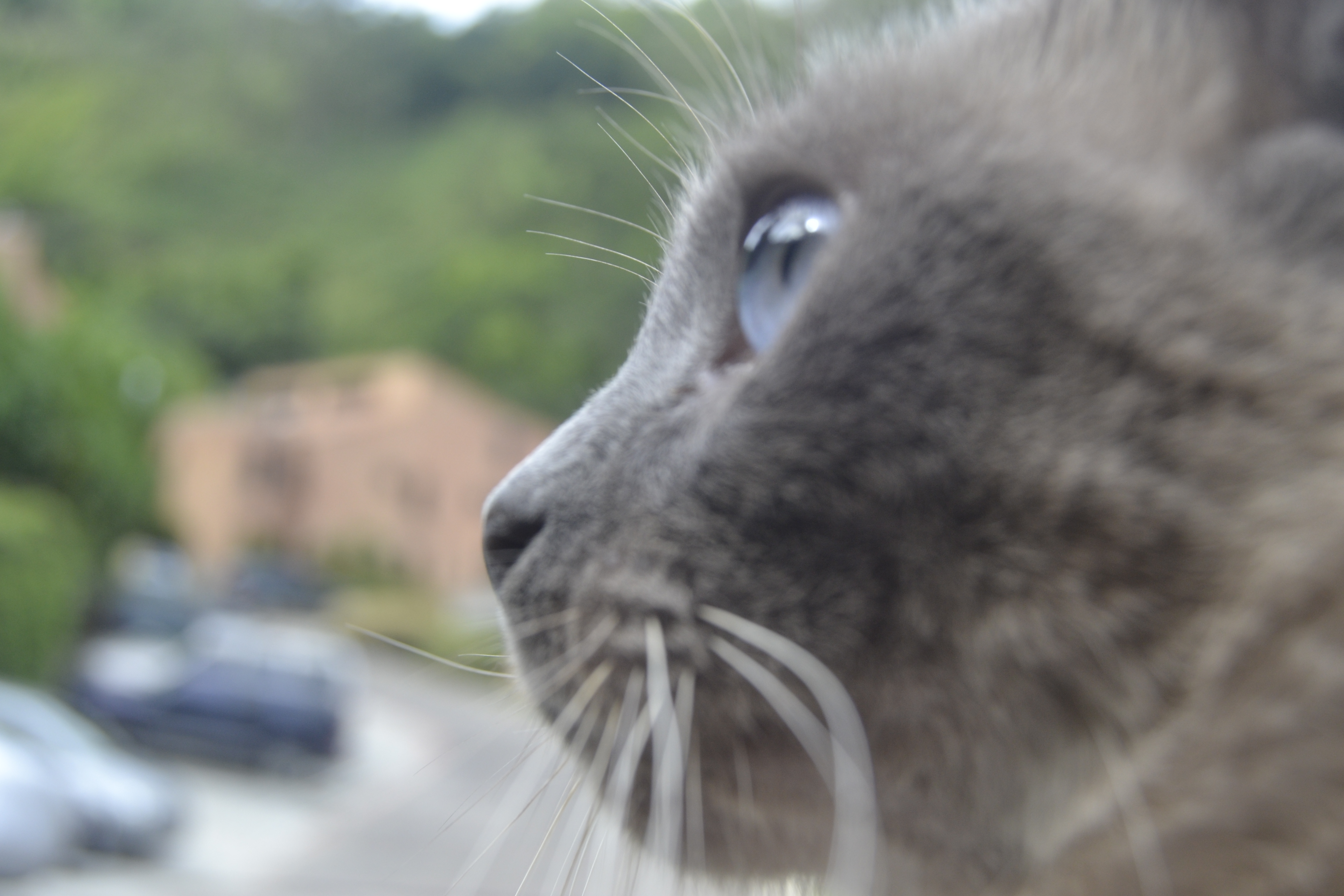
Gato siamés de cerca

El siamés es una raza de gato. Dentro de dicha raza se distinguen dos variedades: por un lado el siamés moderno, y por otro el siamés tradicional o Thai.
Deriva del Siamés tradicional, una de las diversas variedades de gatos nativos de Tailandia (antiguamente conocida como Siam), el siamés original se convirtió en una de las razas más populares en Europa y Norteamérica en el siglo XIX. El siamés moderno, más refinado y de rasgos más extremos, se caracteriza por unos ojos azules almendrados, una cabeza triangular, orejas grandes, un cuerpo alargado, esbelto y musculoso, y varias formas de coloración de puntos. Aparte de la coloración, el siamés de estilo moderno tiene poco parecido con el original, y el siamés más moderado, tradicional o de "estilo antiguo", con una cabeza y cuerpo mucho más redondeados, ha sido restablecido por múltiples registros como siamés tradicional. La Asociación Internacional de Gatos describe al siamés moderno como cariñoso, sociable, inteligente y juguetón hasta la edad adulta, a menudo disfrutando del juego de la "búsqueda". Los siameses tienden a buscar la interacción humana y también les gusta la compañía de otros gatos.
El siamés (a veces en su forma tradicional) forma parte de la «raza base» de otras razas desarrolladas mediante «cruces» con otros gatos; algunos ejemplos son el Gato oriental y el  Colorpoint de pelo corto, desarrollados para ampliar la gama de patrones de pelaje; la variante de pelo largo más conocida como Himalayo; y las razas de pelo mutado, como el Cornish Rex, el Sphynx, el Peterbald y el gato siamés de punta azul. El gato siamés se presenta en dos variantes distintas: el tradicional, con cabeza redondeada (aunque no tan redondeada como la posterior mezcla americana Apple-head) y cuerpo ligeramente regordete; o el siamés moderno, que es muy delgado y tiene la cabeza en forma de cuña. El siamés de pelo largo es reconocido internacionalmente como gato balinés. Los gatos siameses son una de las razas más comunes que tienen iris no blancos.

## Historia

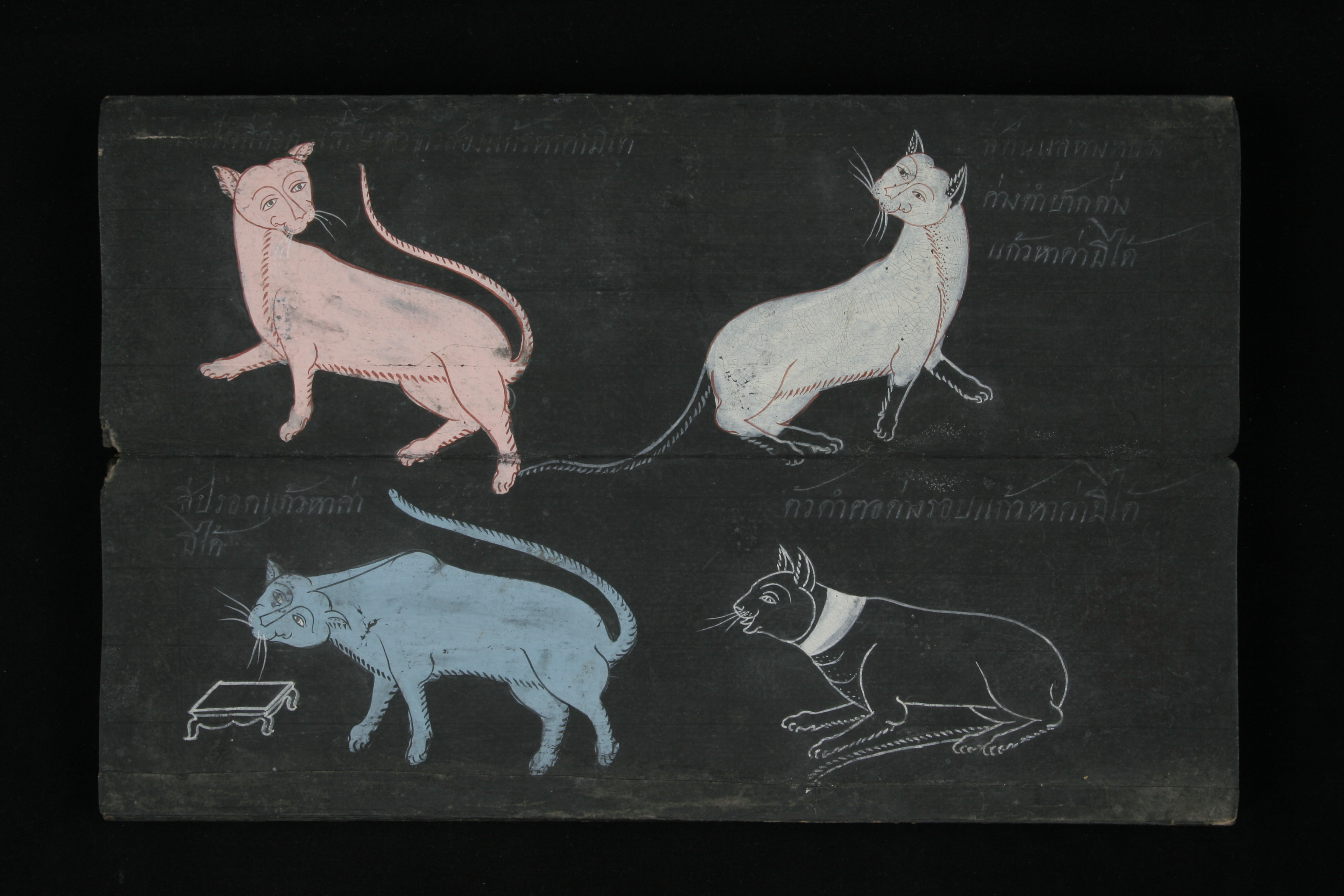
Se cree que el gato Suphalak, el gato Siamese cat, el gato Korat y el gato Ninlachak en Tamra Maew (The Cat-Book Poems) proceden del Reino de Ayutthaya (1351 a 1767 d. C.). Actualmente se conservan más de una docena en la Biblioteca Nacional de Tailandia.

### Orígenes

#### Tailandia
Una descripción y representación del Siamés tradicional (gato siamés) aparece por primera vez en una colección de manuscritos antiguos llamada Tamra Maew (Los poemas del libro de gatos), que se cree que proceden del Reino de Ayutthaya (1351 a 1767 d. C.). Más de una docena se conservan actualmente en la Biblioteca nacional de Tailandia, mientras que otros han resurgido fuera de Tailandia y se encuentran ahora en la Biblioteca Británica y en la Biblioteca Nacional de Australia. Además del antiguo gato siamés, el Tamra Maew también describe otros gatos patrimoniales de Tailandia, como el gato Korat, que aún hoy se cría para su conservación en Tailandia y se ha popularizado en otros países, y el Konja o Korn Ja (gato negro) y el Suphalak (una controversia en  gato birmano).
Cuando la capital, Ayutthaya, fue saqueada el 7 de abril de 1767 al final de la Guerra birmano-siamés, el ejército birmano quemó todo lo que vio. Regresó a Birmania llevándose cautivos a nobles siameses y miembros de la familia real. Las imágenes de Buda fueron descuartizadas por su oro, y todos los tesoros reales fueron robados. Una leyenda tailandesa cuenta que el rey de Birmania Hsinbyushin encontró y leyó el poema de los  gatos tailandeses en el Tamra Maew. En el poema se describe que los gatos tailandeses son tan raros como el oro y que quien posea este gato se hará rico. Ordenó a su ejército que reuniera a todos los gatos Suphalak y los llevara de vuelta a Birmania junto con los demás tesoros. Hoy en día, en Tailandia, esta leyenda se cuenta como una explicación humorística de la rareza de los gatos tailandeses.

#### Siamés
Los gatos siameses son una de las razas de gatos más populares del mundo. Son conocidos por sus rasgos puntiagudos distintivos, incluidos sus ojos azules almendrados, orejas triangulares y cuerpos largos y esbeltos. Los gatos siameses también son conocidos por su inteligencia, su carácter juguetón y su personalidad afectuosa. El gato puntiagudo conocido en Occidente como "siamés", reconocido por sus marcas distintivas, es una de las varias razas de gatos de Siam descritas e ilustradas en los manuscritos llamados "Tamra Maew" (Poemas sobre gatos), que se calcula que fueron escritos entre los siglos XIV y XVIII. En 1878, el presidente estadounidense Rutherford B. Hayes recibió el primer siamés documentado que llegó a Estados Unidos, un gato llamado "Siam" enviado por el cónsul estadounidense en Bangkok. En 1884, el cónsul general británico en Bangkok, Edward Blencowe Gould (1847-1916), trajo a Gran Bretaña una pareja reproductora de los gatos, Pho y Mia, como regalo para su hermana, Lilian Jane Gould (quien, casada en 1895 como Lilian Jane Veley, llegó a cofundar el Siamese Cat Club en 1901). 

## Siamés moderno
El siamés moderno es una raza de gato proveniente del antiguo reino de Siam, actualmente Tailandia. En 1882 fueron llevados a Inglaterra y en 1890 a Estados Unidos.
Este tipo de siamés, desde 1950, fue ganando protagonismo y resultó ser el elegido por los criadores y jueces de exposiciones felinas. Tal vez sea por esto que se acuñó el nombre "siamés" para el siamés moderno, ya que es la variedad que durante todas estas décadas ha participado a nivel de competición.
El estándar del siamés moderno o siamés estilizado indica un cuerpo elegante, esbelto, estilizado, flexible y bien musculoso, con un esquema de color denominado pointed y en otros casos, colour point. Su cabeza es de forma triangular, el hocico fino, los ojos son almendrados y oblicuos, las orejas son grandes, el cuello delgado y largo, del mismo modo que su cuerpo y su cola. Su pelo es corto, brillante, fino, suave, apretado y adherido al cuerpo. El siamés se caracteriza por su esquema de color pointed típico, es decir, por una coloración más oscura en los puntos donde la temperatura corporal es menor (extremidades, cola, cara y orejas), que contrasta con el resto del cuerpo.

## Siamés tradicional o Thai

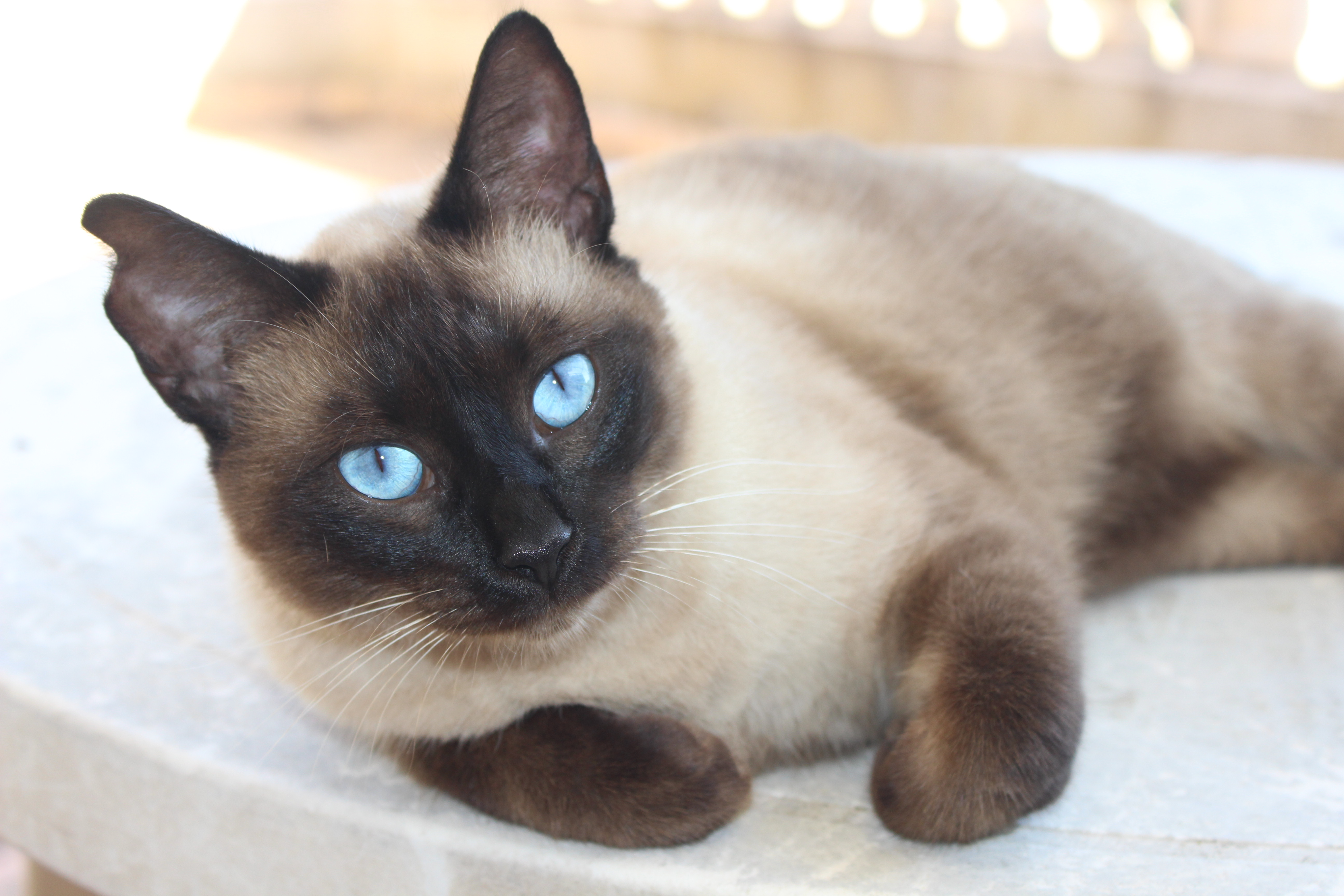
Siamés tradicional.

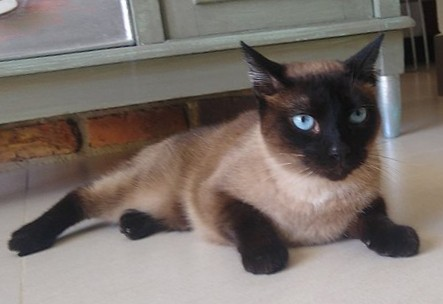

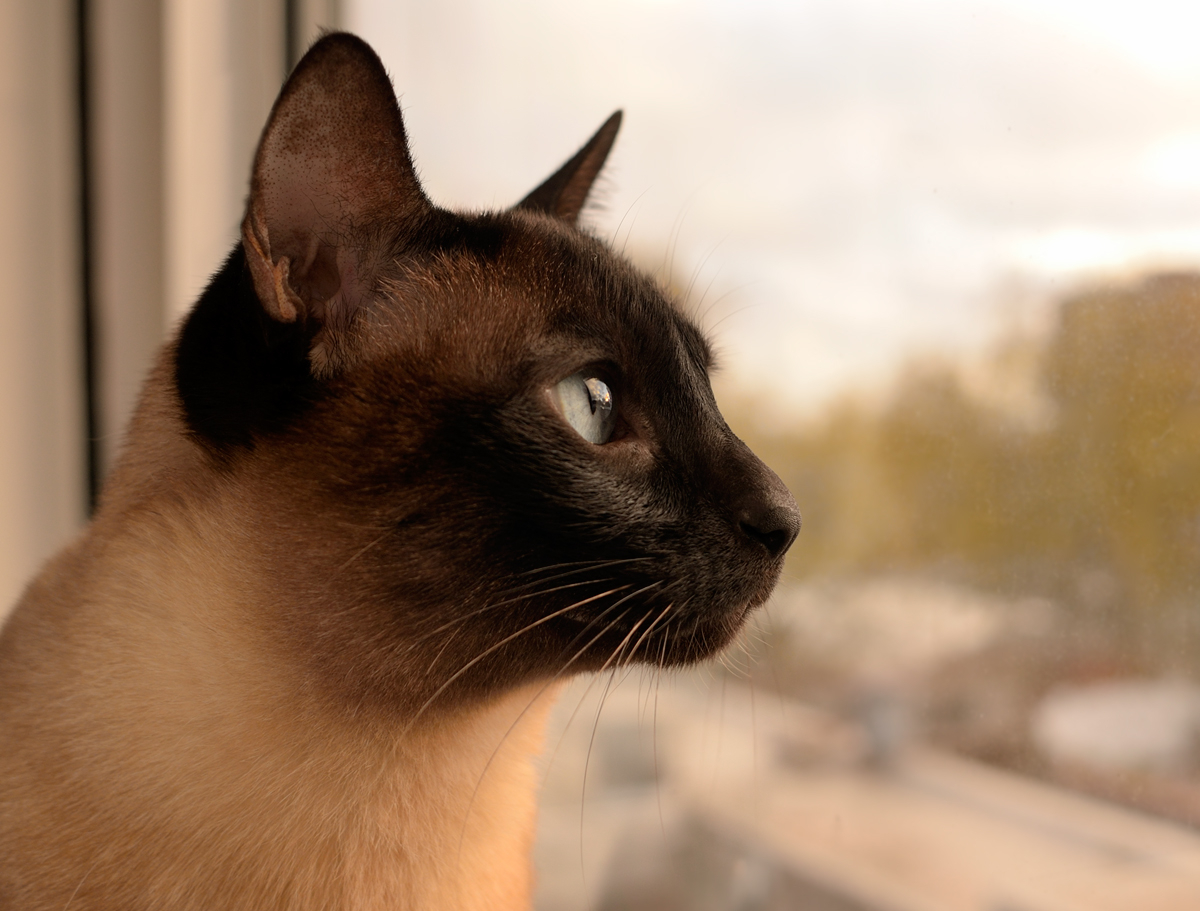

Los orígenes del gato siamés son imprecisos, aunque hay antecedentes que en Siam (ahora Tailandia), estos animales convivieron con el rey y su familia, siendo ejemplares exclusivos de la realeza. Este privilegio se debe a que le concedían un carácter puro, ya que al nacer esta especie es de color blanco color sagrado en Siam que lo llevó a tener su gran popularidad en esos tiempos.[cita requerida]
El siamés tradicional o Thai, por su parte, es una variedad dentro de la misma raza siamés proveniente de Tailandia y equivalente al siamés antiguo o siamés ancestral, que dio origen a través de planes genéticos al siamés moderno. Si bien comparte algunas características con el siamés moderno (por ejemplo, el patrón de coloración o acromelanismo) se diferencia de este por sus formas redondeadas. Así, el thai presenta un cuerpo más compacto y redondo, cabeza con mejillas llenas y redondeadas, hocico más corto, orejas de inserción alta pero no enormes, ojos alargados (no totalmente oblicuos) celestes o azules, cola más corta a mediana y generalmente con punta más redondeada y más gruesa. Los colores aceptados son los mismos que para el siamés moderno. Uno de los gatos que se cree originario de Tailandia es el Si-Sawat, o Korat. Es un gato de color plateado, con ojos verdes; actualmente muchos creen que el Blue Point actual proviene de este antecesor. Los gatos siameses se caracterizan por tener un gen recesivo de colores marrones.
Actualmente,[¿cuándo?] organizaciones internacionales felinas tales como The International Cat Association (TICA), World Cat Federation (WCF) y la Asociación Cubana de Aficionados a los Gatos (ACAG) reconocen al siamés tradicional como una nueva raza denominada thai y, en consecuencia, con un estándar propio y diferente al del siamés moderno.

## Galería de imágenes

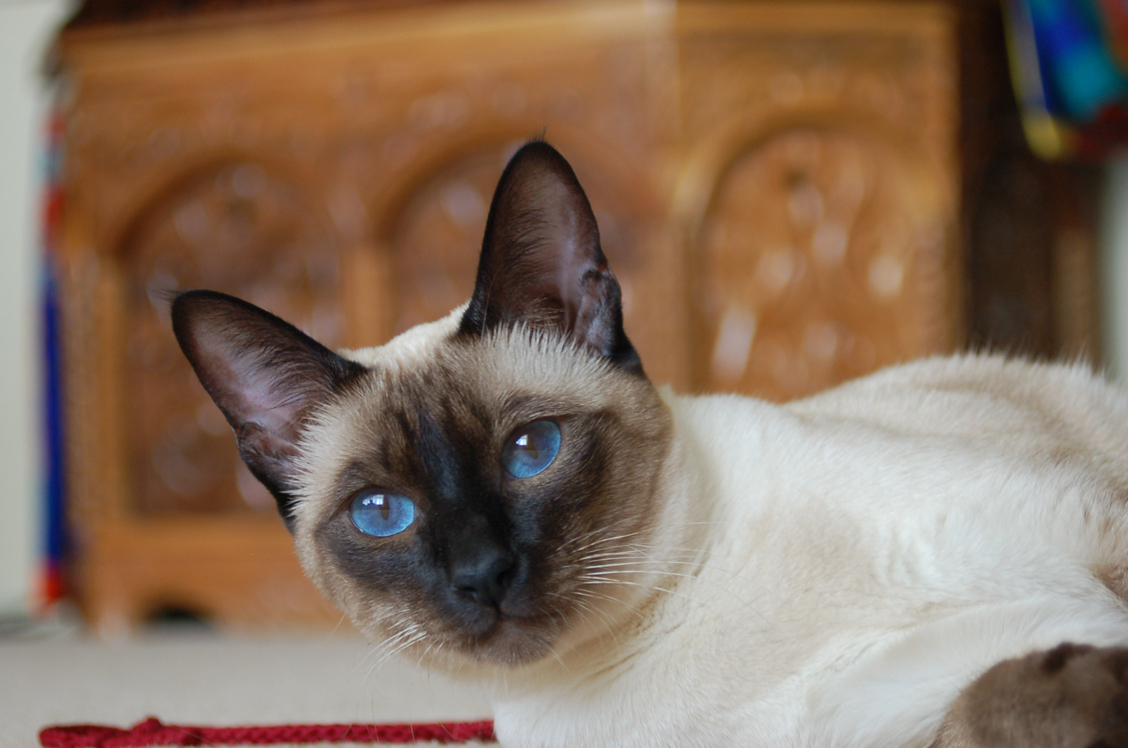
Siamés tradicional
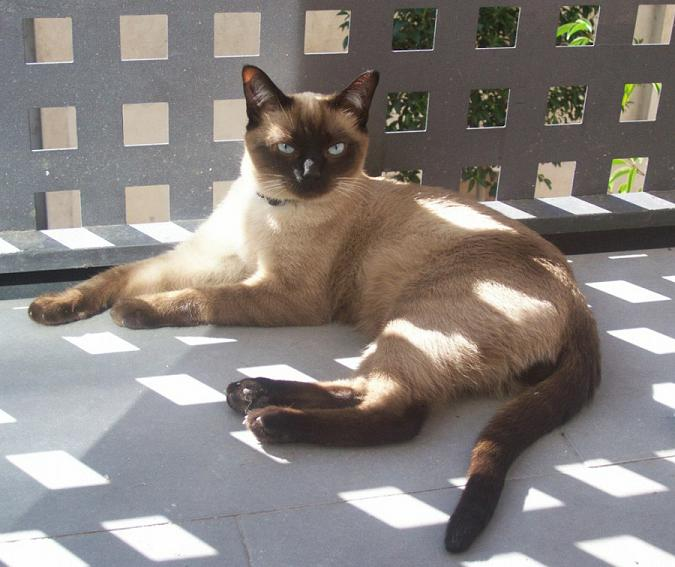
Siamés tradicional
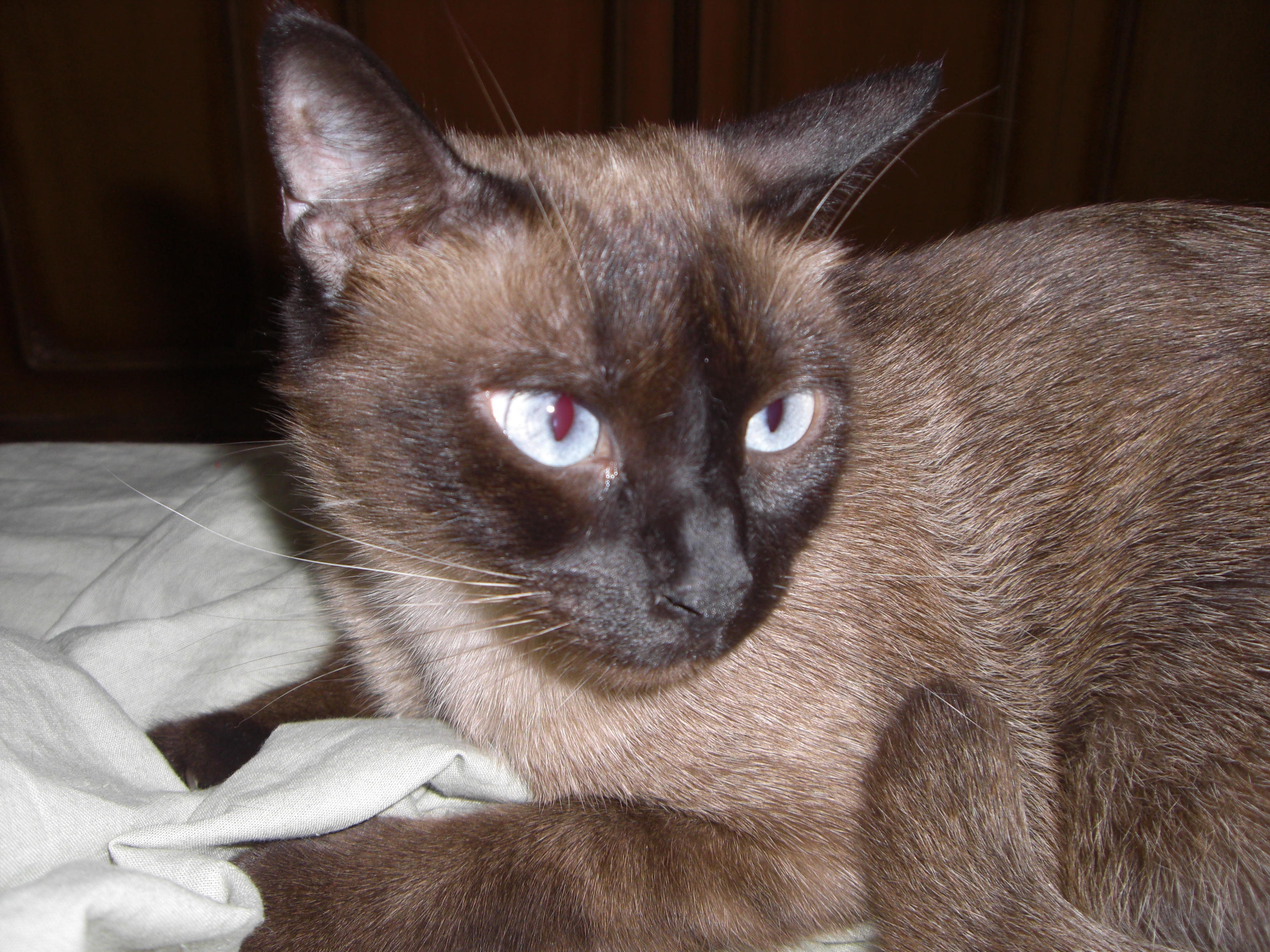
Gata siamesa tradicional
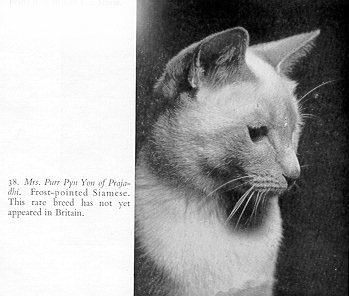
Siamés tradicional, viejo estilo de siamés
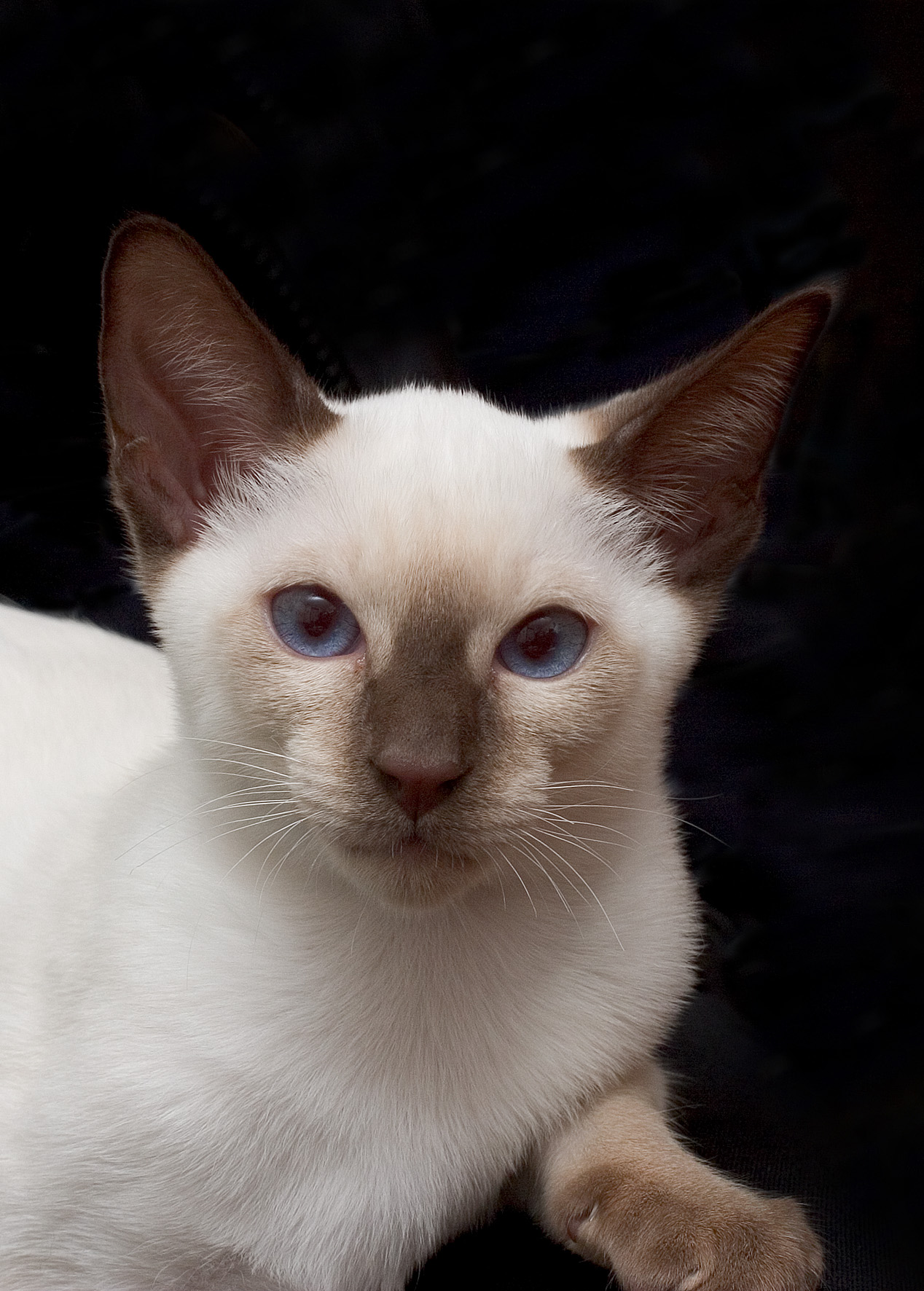
Siamés tradicional joven
Cuadro de los genes del gato siamés

## Salud

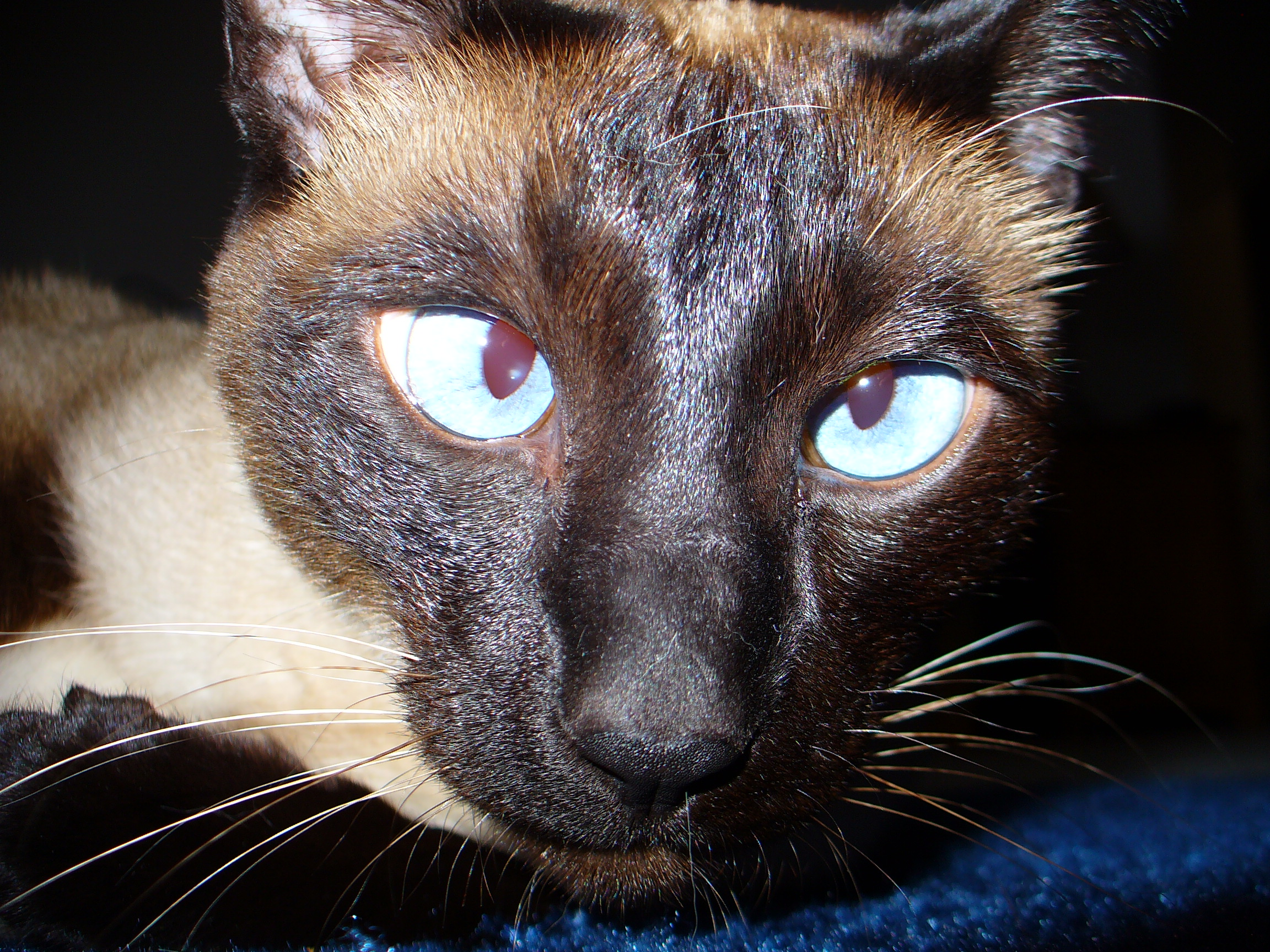
Este gato siamés demuestra el rasgo común bizco que en gran parte se ha eliminado

Según los datos de seguros suecos, que rastrearon a los gatos solo hasta los 12,5 años, las razas siameses y derivadas de siameses tienen una tasa de mortalidad más alta que otras razas. La mediana de vida del grupo siamés estaba entre 10 y 12,5 años; El 68% vivía hasta los 10 años o más y el 42% hasta los 12,5 años o más. El siamés llamado Scooter tiene el récord como el gato macho más viejo del mundo, muriendo a la edad de 30 años. La mayoría de las muertes fueron causadas por neoplasmas, principalmente tumor mamario. El siamés también tiene una mayor tasa de morbilidad. Están en mayor riesgo de problemas neoplásicos y gastrointestinales, pero tienen un menor riesgo de enfermedad felina del tracto urinario inferior. Los datos de las clínicas veterinarias de Inglaterra muestran una vida media más alta de 14,2 años.
La variedad más común de atrofia retinal progresiva (PRA) en gatos (entre ellos el abisinio, el somalí y el gran grupo de razas relacionadas con el siamés) está relacionada con una mutación en el gen rdAc, para el cual están disponibles las prueba de ADN.
El mismo alelo albino que produce puntos coloreados significa que los ojos azules de los gatos siameses carecen de tapetum lucidum, una estructura que amplifica la luz tenue en los ojos de otros gatos. La mutación en la tirosinasa también da como resultado conexiones neurológicas anormales entre el ojo y el cerebro. El quiasma óptico tiene un cableado anómalo sin cruzar; muchos siameses primitivos tenían bizcos para compensar, pero al igual que las colas torcidas, los ojos cruzados se han visto como una falla, y debido a la crianza selectiva, el rasgo es mucho menos común hoy en día. Aun así, esta falta de tapetum lucidum incluso en gatos que no tienen los ojos cruzados, reduce la visión del gato por la noche. Este rasgo ha llevado a su dependencia e interés por los humanos, lo que afecta su capacidad de caza, un rasgo deseable para muchos propietarios. Sin embargo, los hace vulnerables a los peligros urbanos, como el tráfico vehicular nocturno. A diferencia de muchos otros gatos blancos de ojos azules, los gatos siameses no tienen una capacidad auditiva reducida.
Además, el gato siamés es más propenso que otras razas a las infecciones pulmonares, especialmente en la infancia, como la osteocondrodisplasia felina, la enfermedad vestibular y el síndrome de hiperestesia felina.

## Alteraciones genéticas más frecuentes

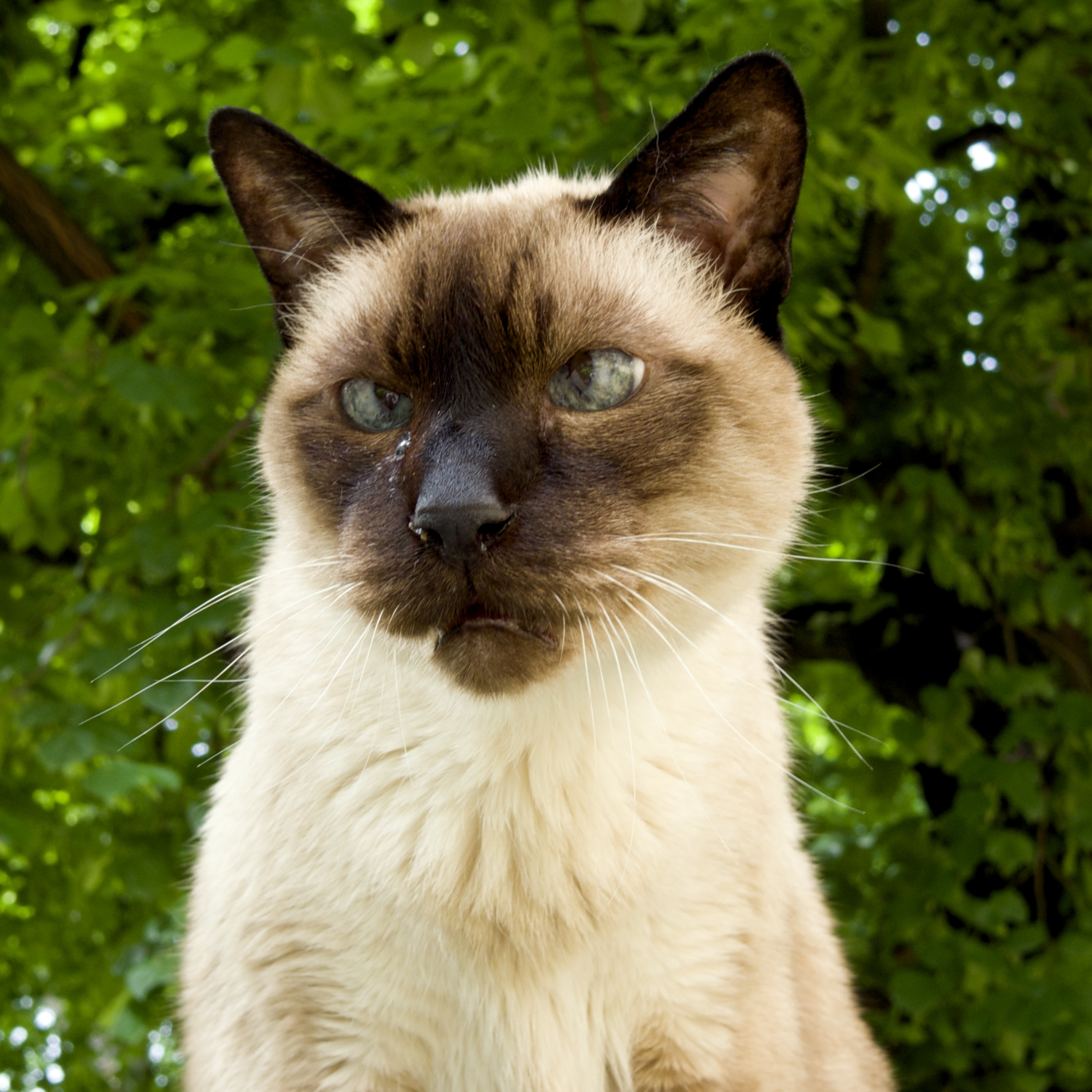
Gato siamés con estrabismo

1. Alteración del nervio óptico por el gen cs: estrabismo y nistagmo.
2. Nudos en la cola, alteraciones en los cartílagos del esternón.
3. Alopecia auricular congénita.
4. Tesaurosis: mucopolisacaridosis VI, Gangliosidosis GM1, Lipofuscinosis ceroide
5. Paladar hendido, piloroestenosis, dilatación esofágica.
6. Hidrocefalia (gen hy), Porfiria (gen po).[cita requerida]
7. Carcinoma mamario (doble de riesgo).
8. Alteraciones del comportamiento, pica, succión de lana.
9. Asma bronquial.
10. Amiloidosis.